# Schoenus antarcticus
Schoenus antarcticus là loài thực vật có hoa trong họ Cói. Loài này được (Hook.f.) Dusén miêu tả khoa học đầu tiên năm 1900.